# Hongarije op de Olympische Zomerspelen 1996
Hongarije nam naar deel aan de Olympische Zomerspelen 1996 in Atlanta, Verenigde Staten.

## Medailleoverzicht
| Sport            | Olympiër | Discipline          | Medaille |
| ---------------- | --- | ------------------- | -------- |
| Atletiek         | Balázs Kiss | kogelslingeren (m)  | Goud     |
| Boksen           | István Kovács | -54kg (m)           | Goud     |
| Kanovaren        | Csaba Horváth György Kolonics | C-2 500m (m)        | Goud     |
| Kanovaren        | Rita Kőbán | K-1 500m (v)        | Goud     |
| Zwemmen          | Norbert Rózsa | 200m schoolslag (m) | Goud     |
| Zwemmen          | Attila Czene | 200m wisselslag (m) | Goud     |
| Zwemmen          | Krisztina Egerszegi | 200m rugslag (v)    | Goud     |
| Gymnastiek       | Szilveszter Csollány | ringen (m)          | Zilver   |
| Kanovaren        | Attila Adrovicz Ferenc Csipes Gábor Horváth András Rajna | K-4 1000m (m)       | Zilver   |
| Schermen         | Csaba Köves József Navarrete Bence Szabó | sabel team (m)      | Zilver   |
| Zwemmen          | Károly Güttler | 200m schoolslag (m) | Zilver   |
| Gewichtheffen    | Attila Feri | -70kg (m)           | Brons    |
| Handbal          | Éva Erdős Andrea Farkas Beáta Hoffmann Anikó Kántor Erzsébet Kocsis Beatrix Kökény Eszter Mátéfi Auguszta Mátyás Anikó Meksz Anikó Nagy Helga Németh Ildikó Pádár Beáta Siti Anna Szántó Katalin Szilágyi Beatrix Tóth | mannen (v)          | Brons    |
| Kanovaren        | Imre Pulai | C-1 500m (m)        | Brons    |
| Kanovaren        | György Zala | C-1 1000m (m)       | Brons    |
| Kanovaren        | Csaba Horváth György Kolonics | C-2 1000m (m)       | Brons    |
| Moderne vijfkamp | János Martinek | individueel (m)     | Brons    |
| Schermen         | Géza Imre | degen (m)           | Brons    |
| Schermen         | Gyöngyi Szalay | degen (v)           | Brons    |
| Zwemmen          | Ágnes Kovács | 200m schoolslag (v) | Brons    |
| Zwemmen          | Krisztina Egerszegi | 400m wisselslag (v) | Brons    |

## Deelnemers en resultaten per onderdeel

### Atletiek
| Olympiër            | Discipline             | Resultaat | Prestatie                                                     |
| ------------------- | ---------------------- | --------- | ------------------------------------------------------------- |
| Balázs Korányi      | 800m (m)               | 23e       | serie 5: 4de in 1.46,63 halve finale 3: 7de in 1.50,30        |
| Balázs Tölgyesi     | 1500m (m)              | 15e       | serie 3: 3de in 3.36,71 halve finale 1: 10de in 3.35,57       |
| Zoltán Káldy        | 10000m (m)             | 16e       | serie 1: 9de in 28.13,49 finale: 16de in 28.45,58             |
| Levente Csillag     | 110m horden (m)        | 20e       | serie 8: 4de in 13,64 kwartfinale 4: 5de in 13,61             |
| Dusán Kovács        | 400m horden (m)        | 11e       | serie 4: 2de in 49,23 halve finale 1: 5de in 48,57            |
| Sándor Urbanik      | 20km snelwandelen (m)  | 13e       | 1:22.18                                                       |
| János Uzsoki        | verspringen (m)        | 22e       | kwalificatie groep B: 12de met 7,82m                          |
| Zsolt Czingler      | hink-stap-springen (m) | 24e       | kwalificatie groep B: 14de met 16,35m                         |
| Tibor Ordina        | hink-stap-springen (m) | 33e       | kwalificatie groep A: 14de met 16,04m                         |
| Jenő Kóczián        | kogelstoten (m)        | DNF       | kwalificatie groep A: geen geldige poging                     |
| Attila Horváth      | discuswerpen (m)       | 10e       | kwalificatie groep A: 3de met 62,90m finale: 10de met 62,28m  |
| Adrián Annus        | kogelslingeren (m)     | 28e       | kwalificatie groep A: 15de met 72,58m                         |
| Balázs Kiss         | kogelslingeren (m)     | Goud      | kwalificatie groep A: 1ste met 78,34m finale: 1ste met 81,24m |
| Zsolt Németh        | kogelslingeren (m)     | 22e       | kwalificatie groep B: 11de met 73,68m                         |
| Zsolt Kürtösi       | tienkamp (m)           | 27e       | 7755 punten                                                   |
| Dezső Szabó         | tienkamp (m)           | DNF       | niet gefinisht                                                |
|                     |                        |           |                                                               |
| Judit Nagy-Földing  | marathon (v)           | 36e       | 2:38.43                                                       |
| Anikó Szebenszky    | 10km snelwandelen (v)  | 27e       | 45.57                                                         |
| Mária Rosza-Urbanik | 10km snelwandelen (v)  | 9e        | 43.32                                                         |
| Rita Ináncsi        | verspringen (v)        | 30e       | kwalificatie groep B: 13de met 6,02m                          |
| Tünde Vaszi         | verspringen (v)        | 9e        | kwalificatie groep A: 4de met 6,73m finale: 9de met 6,60m     |
| Zita Bálint         | hink-stap-springen (v) | 30e       | kwalificatie groep B: geen geldige poging                     |
| Rita Ináncsi        | zevenkamp (v)          | 6e        | 6336 punten                                                   |

### Badminton
| Olympiër    | Discipline    | Resultaat | Prestatie                                             |
| ----------- | ------------- | --------- | ----------------------------------------------------- |
| Andrea Ódor | enkelspel (v) | 17e       | 1ste ronde: vrij 2de ronde: V van CHN Han: 0-11, 1-11 |

### Boksen
| Olympiër      | Discipline | Resultaat | Prestatie |
| ------------- | ---------- | --------- | --- |
| István Kovács | -54kg (m)  | Goud      | 1ste ronde: W van TUR Karaoz: 15-3 2de ronde: W van TJK Khasanov: 17-3 kwartfinale: W van ROU Olteanu: 24-2 halve finale: W van THA Khadpo: 12-7 finale: W van CUB Mesa: 14-7 |
| János Nagy    | -57kg (m)  | 5e        | 1ste ronde: W van BAR Kelman: scheidsrechterlijke beslissing 2de ronde: W van NGR Attah: 14-2 kwartfinale: V van ARG Chacón: 7-18                                             |
| József Nagy   | -67kg (m)  | 17e       | 1ste ronde: V van CUB Sierra: scheidsrechterlijke beslissing |
| György Mizsei | -71kg (m)  | 9e        | 1ste ronde: W van AUS Rowles: 10-2 2de ronde: V van GER Beyer: 6-14 |
| Zsolt Erdei   | -75kg (m)  | 9e        | 1ste ronde: W van MEX López: scheidsrechterlijke beslissing 2de ronde: V van TUR Beyleroğlu: 8-9                                                                              |

### Boogschieten
| Olympiër     | Discipline      | Resultaat | Prestatie                                                                        |
| ------------ | --------------- | --------- | -------------------------------------------------------------------------------- |
| Tímea Kiss   | individueel (v) | 51e       | plaatsingsronde: 59ste met 582 punten 1ste ronde: V van TUR Altankaynak: 147-155 |
| Judit Kovács | individueel (v) | 45e       | plaatsingsronde: 39ste met 633 punten 1ste ronde: V van RSA Lewis: 150-150       |

### Gewichtheffen
| Olympiër       | Discipline | Resultaat | Prestatie                                                       |
| -------------- | ---------- | --------- | --------------------------------------------------------------- |
| Tibor Karczag  | -54kg (m)  | DNF       | trekken: geen geldige poging                                    |
| Zoltán Farkas  | -59kg (m)  | 8e        | trekken: 9de met 130kg stoten: 8ste met 150kg totaal: 280kg     |
| Zoltán Kecskés | -64kg (m)  | 8e        | trekken: 8ste met 135kg stoten: 6de met 167,5kg totaal: 302,5kg |
| Adrián Popa    | -64kg (m)  | 5e        | trekken: 8ste met 135kg stoten: 5de met 172,5kg totaal: 307,5kg |
| Attila Feri    | -70kg (m)  | Brons     | trekken: 4de met 152,5kg stoten: 2de met 187,5kg totaal: 340kg  |
| Gábor Molnár   | -70kg (m)  | DNF       | trekken: geen geldige poging                                    |
| Tibor Stark    | +108kg (m) | 8e        | trekken: 6de met 187,5kg stoten: 8ste met 227,5kg totaal: 415kg |

### Gymnastiek
| Olympiër                                                                                             | Discipline               | Resultaat | Prestatie                                                              |
| Ritmisch                                                                                             | Ritmisch                 | Ritmisch  | Ritmisch                                                               |
| --- | ------------------------ | --------- | ---------------------------------------------------------------------- |
| Viktória Fráter                                                                                      | individueel (v)          | 23e       | kwalificatie: 23ste met 36,931 punten                                  |
| Andrea Szalay                                                                                        | individueel (v)          | 36e       | kwalificatie: 36ste met 35,98 punten                                   |
| Turnen                                                                                               |                          |           |                                                                        |
| Szilveszter Csollány                                                                                 | ringen (m)               | Zilver    | kwalificatie: 6de met 9,312 punten finale: 2de met 9,812 punten        |
| Szilveszter Csollány                                                                                 | individueel meerkamp (m) | 48e       | kwalificatie: 48ste met 110,212 punten                                 |
| Krisztián Jordanov                                                                                   | individueel meerkamp (m) | 62e       | kwalificatie: 62ste met 105,787 punten                                 |
| Zoltán Supola                                                                                        | individueel meerkamp (m) | 16e       | kwalificatie: 20ste met 113,498 punten finale: 22ste met 56,962 punten |
| Ildikó Balog                                                                                         | individueel meerkamp (m) | 93e       | kwalificatie: 93ste met 45,686 punten                                  |
| Nikolett Krausz                                                                                      | individueel meerkamp (m) | 32e       | kwalificatie: 48ste met 74,173 punten finale: 32ste met 36,936 punten  |
| Andrea Molnár                                                                                        | individueel meerkamp (m) | 52e       | kwalificatie: 52ste met 73,960 punten                                  |
| Adrienn Nyeste                                                                                       | individueel meerkamp (m) | 30e       | kwalificatie: 32ste met 75,810 punten finale: 30ste met 37,237 punten  |
| Henrietta Ónodi                                                                                      | individueel meerkamp (m) | 66e       | kwalificatie: 76ste met 66,110 punten                                  |
| Eszter Óváry                                                                                         | individueel meerkamp (m) | 62e       | kwalificatie: 98ste met 37,399 punten                                  |
| Adrienn Varga                                                                                        | individueel meerkamp (m) | 28e       | kwalificatie: 28ste met 75,923 punten finale: 28ste met 37,592 punten  |
| Ildikó Balog Nikolett Krausz Andrea Molnár Adrienn Nyeste Henrietta Ónodi Eszter Óváry Adrienn Varga | meerkamp team (m)        | 9e        | 377,464 punten                                                         |

### Handbal
| Olympiër | Discipline | Resultaat | Prestatie |
| --- | ---------- | --------- | --- |
| Éva Erdős Andrea Farkas Beáta Hoffmann Anikó Kántor Erzsébet Kocsis Beatrix Kökény Eszter Mátéfi Auguszta Mátyás Anikó Meksz Anikó Nagy Helga Németh Ildikó Pádár Beáta Siti Anna Szántó Katalin Szilágyi Beatrix Tóth | mannen (v) | Brons     | groep A: 2de W van China: 29-19 W van Verenigde Staten: 30-24 V van Denemarken: 22-27 halve finale: V van Zuid-Korea: 25-39 bronzen finale: W van Noorwegen: 20-18 |

| Groep A |                  |             |             |             |             |            |            |            |        |
| #       | Land             | Wedstrijden | Wedstrijden | Wedstrijden | Wedstrijden | Doelpunten | Doelpunten | Doelpunten | Punten |
| #       | Land             | G           | W           | G           | V           | V          | T          | Saldo      | Punten |
| 1       | Denemarken       | 3           | 3           | 0           | 0           | 89         | 62         | +27        | 6      |
| 2       | Hongarije        | 3           | 2           | 0           | 1           | 81         | 70         | +11        | 4      |
| 3       | China            | 3           | 1           | 0           | 2           | 71         | 83         | -12        | 2      |
| 4       | Verenigde Staten | 3           | 0           | 0           | 3           | 64         | 90         | -26        | 0      |

| Ronde          | Datum   | Plaats           | Land  | Score      | Land |
| -------------- | ------- | ---------------- | ----- | ---------- | ---- |
| Groepsfase     |         |                  |       |            |      |
| 26 juli        | Atlanta | Hongarije        | 29-19 | China      |      |
| 28 juli        | Atlanta | Verenigde Staten | 24-30 | Hongarije  |      |
| 30 juli        | Atlanta | Hongarije        | 22-27 | Denemarken |      |
| Halve finale   |         |                  |       |            |      |
| 1 augustus     | Atlanta | Zuid-Korea       | 39-25 | Hongarije  |      |
| Bronzen finale |         |                  |       |            |      |
| 3 augustus     | Atlanta | Noorwegen        | 18-20 | Hongarije  |      |

### Judo
| Olympiër        | Discipline | Resultaat | Prestatie |
| --------------- | ---------- | --------- | --- |
| Zsolt Kunyik    | -60kg (m)  | 21e       | 1ste ronde: V van POL Kamrowski |
| József Csák     | -65kg (m)  | 5e        | 1ste ronde: W van IND Aga 2de ronde: W van RSA MacKinnon kwartfinale: W van BRA Guimarães halve finale: V van JPN Nakamura bronzen finale: V van CUB Hernández                   |
| Bertalan Hajtós | -71kg (m)  | 17e       | 1ste ronde: W van GUA Gonzalez 2de ronde: W van ITA Brambilla 3de ronde: V van GER Schmidt                                                                                       |
| Antal Kovács    | -95kg (m)  | 5e        | 1ste ronde: vrij 2de ronde: V van POL Nastula herkansingen: W van ITA Guido herkansingen 2: W van POR Soares herkansingen 3: W van ARG Bender bronzen finale: V van FRA Traineau |
| Imre Csősz      | +95kg (m)  | 9e        | 1ste ronde: vrij 2de ronde: W van SCG Milinkovic 3de ronde: W van KAZ Peshkov kwartfinale: V van ESP Pérez herkansingen: V van GER Möller                                        |
|                 |            |           | |
| Mária Pekli     | -56kg (v)  | 9e        | 1ste ronde: W van HON Rodriguez 2de ronde: W van BRA Zangrando kwartfinale: V van ESP Fernández herkansingen: V van AZE Guseynova                                                |
| Éva Gránitz     | +72kg (v)  | 9e        | 1ste ronde: vrij 2de ronde: W van CIV Lou kwartfinale: V van RUS Gundarenko herkansingen: V van BRA da Silva                                                                     |

### Kanovaren
| Olympiër                                                    | Discipline    | Resultaat | Prestatie                                                                              |
| ----------------------------------------------------------- | ------------- | --------- | -------------------------------------------------------------------------------------- |
| Imre Pulai                                                  | C-1 500m (m)  | Brons     | serie 2: 2de in 1.54,244 finale: 3de in 1.50,758                                       |
| György Zala                                                 | C-1 1000m (m) | Brons     | serie 2: 1ste in 4.23,399 finale: 3de in 3.56,366                                      |
| Csaba Horváth György Kolonics                               | C-2 500m (m)  | Goud      | serie 1: 1ste in 1.43,907 halve finale 2: 1ste in 1.42,186 finale: 1ste in 1.40,420    |
| Csaba Horváth György Kolonics                               | C-2 1000m (m) | Brons     | serie 1: 2de in 4.08,709 finale: de in 3.32,514                                        |
| Zoltán Antal                                                | K-1 500m (m)  | 12e       | serie 1: 4de in 1.43,343 herkansingen: 3de in 1.43,343 halve finale 1: 7de in 1.41,873 |
| Zoltán Kammerer                                             | K-1 1000m (m) | 15e       | serie 3: 6de in 4.02,724 herkansingen: 3de in 4.05,859 halve finale 2: 7de in 3.49,589 |
| Krisztián Bártfai Zsolt Gyulay                              | K-2 500m (m)  | 6e        | serie 3: 1ste in 1.32,030 halve finale 1: 4de in 1.30,725 finale: 6de in 1.30,001      |
| Péter Almási Róbert Hegedűs                                 | K-2 1000m (m) | 9e        | serie 3: 3de in 3.40,754 halve finale 1: 4de in 3.18,524 finale: 9de in 3.14,282       |
| Attila Adrovicz Ferenc Csipes Gábor Horváth András Rajna    | K-4 1000m (m) | Zilver    | serie 2: 1ste in 3.07,517 finale: 2de in 2.53,184                                      |
|                                                             |               |           |                                                                                        |
| Rita Kőbán                                                  | K-1 500m (v)  | Goud      | serie 1: 2de in 1.50,423 halve finale 1: 1ste in 1.48,842 finale: 1ste in 1.47,655     |
| Rita Kőbán Szilvia Mednyánszki                              | K-2 500m (v)  | 4e        | serie 3: 1ste in 1.43,313 halve finale 1: 1ste in 1.42,789 finale: 4de in 1.40,893     |
| Kinga Czigány Éva Dónusz Szilvia Mednyánszki Erika Mészáros | K-4 500m (v)  | 9e        | serie 1: 5de in 1.42,821 herkansingen: 1ste in 1.37,145 finale: 9de in 1.34,693        |

### Moderne vijfkamp
| Olympiër       | Discipline      | Resultaat | Prestatie   |
| -------------- | --------------- | --------- | ----------- |
| Ákos Hanzély   | individueel (m) | 6e        | 5435 punten |
| János Martinek | individueel (m) | Brons     | 5501 punten |
| Péter Sárfalvi | individueel (m) | 21e       | 5196 punten |

### Paardensport
| Olympiër                                                     | Discipline  | Resultaat | Prestatie          |
| Eventing                                                     | Eventing    | Eventing  | Eventing           |
| ------------------------------------------------------------ | ----------- | --------- | ------------------ |
| Anita Nemtin                                                 | individueel | 19e       | 117,80 strafpunten |
| Tibor Herczegfalvy Gábor Schaller Attila Soós, Jr. Pál Tuska | team        | 15e       | 195,60 strafpunten |

### Roeien
| Olympiër                 | Discipline      | Resultaat | Prestatie |
| ------------------------ | --------------- | --------- | --- |
| László Szögi             | skiff (m)       | 15e       | serie 2: 2de in 7.39,31 herkansingen: 3de in 7.53,04 halve finale C/D: 2de in 7.27,92 finale C: 3de in 7.34,23 |
| Zsolt Dani Gábor Mitring | dubbel-twee (m) | 16e       | serie 4: 4de in 6.57,63 herkansingen: 3de in 6.50,02 finale C: 4de in 6.50,90                                  |

### Schermen
| Olympiër                                           | Discipline      | Resultaat | Prestatie |
| -------------------------------------------------- | --------------- | --------- | --- |
| Géza Imre                                          | degen (m)       | Brons     | 1ste ronde: W van CHI Inostroza: 15-12 2de ronde: W van SWE Vanky: 15-4 3de ronde: W van GER Borrmann: 15-14 kwartfinale: W van ITA Cuomo: 15-14 halve finale: V van CUB Trevejo: 10-15 bronzen finale: W van HUN Kovács: 15-9 |
| Iván Kovács                                        | degen (m)       | 4e        | 1ste ronde: vrij 2de ronde: W van USA Marx: 15-6 3de ronde: W van RUS Kolobkov: 15-11 kwartfinale: W van GER Strzalka: 15-13 halve finale: V van RUS Beketov: 8-15 bronzen finale: V van HUN Imre: 9-15                        |
| Krisztián Kulcsár                                  | degen (m)       | 22e       | 1ste ronde: vrij 2de ronde: V van EST Kajak: 14-15 |
| Géza Imre Iván Kovács Krisztián Kulcsár            | degen team (m)  | 6e        | 1ste ronde: vrij kwartfinale: V van Rusland: 39-45 |
| Zsolt Érsek                                        | floret (m)      | 10e       | 1ste ronde: vrij 2de ronde: W van HUN Marsi: 15-10 3de ronde: V van CUB Tucker: 4-15 |
| Róbert Kiss                                        | floret (m)      | 36e       | 1ste ronde: V van KOR Kim: 11-15 |
| Márk Marsi                                         | floret (m)      | 24e       | 1ste ronde: vrij 2de ronde: V van HUN Érsek: 10-15 |
| Zsolt Érsek Róbert Kiss Márk Marsi                 | floret team (m) | 5e        | 1ste ronde: vrij kwartfinale: V van Rusland: 43-45 |
| Csaba Köves                                        | sabel (m)       | 18e       | 1ste ronde: vrij 2de ronde: V van GER Wiesinger: 10-15 |
| József Navarrete                                   | sabel (m)       | 4e        | 1ste ronde: vrij 2de ronde: W van CAN Plourde: 15-9 3de ronde: W van POL Jaskot: 15-8 kwartfinale: W van GER Becker: 15-7 halve finale: V van RUS Pozdnjakov: 7-15 bronzen finale: V van FRA Touya: 7-15                       |
| Bence Szabó                                        | sabel (m)       | 17e       | 1ste ronde: vrij 2de ronde: V van ROU Szabo: 10-15 |
| Csaba Köves József Navarrete Bence Szabó           | sabel team (m)  | Zilver    | 1ste ronde: vrij kwartfinale: W van Roemenië: 45-40 halve finale: W van Polen: 45-33 finale: V van Rusland: 25-45 |
|                                                    |                 |           | |
| Adrienn Hormay                                     | degen (v)       | 6e        | 1ste ronde: vrij 2de ronde: W van KOR Lee: 15-9 3de ronde: W van GER Nass: 15-9 kwartfinale: V van FRA Flessel-Colovic: 12-15                                                                                                  |
| Tímea Nagy                                         | degen (v)       | 5e        | 1ste ronde: vrij 2de ronde: W van KOR Kim: 15-5 3de ronde: W van ITA Uga: 15-9 kwartfinale: V van FRA Barlois-Mevel-Leroux: 9-15                                                                                               |
| Gyöngyi Szalay-Horváth                             | degen (v)       | Brons     | 1ste ronde: vrij 2de ronde: W van RUS Garayeva: 15-14 3de ronde: W van EST Yermakova: 15-6 kwartfinale: W van KOR Go: 15-5 halve finale: V van FRA Flessel-Colovic: 10-15 bronzen finale: W van ITA Zalaffi: 15-13             |
| Adrienn Hormay Tímea Nagy Gyöngyi Szalay-Horváth   | degen team (v)  | 4e        | 1ste ronde: vrij kwartfinale: W van Verenigde Staten: 45-25 halve finale: V van Italië: 32-45 bronzen finale: V van Rusland: 44-45                                                                                             |
| Zsuzsa Jánosi-Németh                               | floret (v)      | 11e       | 1ste ronde: vrij 2de ronde: W van POL Wolnicka-Szewczyk: 15-11 3de ronde: V van CHN Xiao: 7-15 |
| Gabriella Lantos                                   | floret (v)      | 17e       | 1ste ronde: vrij 2de ronde: V van RUS Velichko: 14-15 |
| Aida Mohamed                                       | floret (v)      | 8e        | 1ste ronde: vrij 2de ronde: W van POL Rybicka: 15-8 3de ronde: W van GER Fichtel-Mauritz: 15-14 kwartfinale: V van ROU Badea-Cârlescu: 8-15                                                                                    |
| Zsuzsa Jánosi-Németh Gabriella Lantos Aida Mohamed | degen team (v)  | 4e        | 1ste ronde: vrij kwartfinale: W van Frankrijk: 45-26 halve finale: V van Italië: 42-45 bronzen finale: V van Duitsland: 42-45                                                                                                  |

### Schietsport
| Olympiër        | Discipline                 | Resultaat | Prestatie                                                                      |
| --------------- | -------------------------- | --------- | ------------------------------------------------------------------------------ |
| Zsolt Vári      | 10m luchtgeweer (m)        | 33e       | kwalificatie: 33ste met 581 punten (99-95-96-96-98-97)                         |
| Zsolt Vári      | 50m geweer 3 houdingen (m) | 27e       | kwalificatie: 27ste met 1160 punten (393-393-374)                              |
| Zsolt Vári      | 50m geweer liggend (m)     | 27e       | kwalificatie: 11de met 595 punten (99-100-99-99-100-98)                        |
| Zsolt Karacs    | 50m pistool (m)            | 33e       | kwalificatie: 33ste met 551 punten (91-92-97-90-90-91)                         |
| Zoltán Papanitz | 50m pistool (m)            | 28e       | kwalificatie: 28ste met 553 punten (95-96-89-91-88-94)                         |
| Lajos Pálinkáss | 25m snelvuurpistool (m)    | 7e        | kwalificatie: 6de met 586 punten (290-296) finale: 7de met 685,9 punten        |
| Zsolt Karacs    | 10m luchtpistool (m)       | 23e       | kwalificatie: 23ste met 576 punten (95-97-96-96-98-94)                         |
| Zoltán Papanitz | 10m luchtpistool (m)       | 19e       | kwalificatie: 19de met 577 punten (95-98-97-96-95-96)                          |
| Zoltán Bodó     | trap (m)                   | 13e       | kwalificatie: 13de met 120 punten (72-48)                                      |
| Károly Gombos   | trap (m)                   | 20e       | kwalificatie: 20ste met 119 punten (71-48)                                     |
| Zoltán Bodó     | dubbeltrap (m)             | 27e       | kwalificatie: 27ste met 125 punten (42-41-42)                                  |
| Károly Gombos   | dubbeltrap (m)             | 24e       | kwalificatie: 24ste met 127 punten (40-44-43)                                  |
| Tamás Burkus    | 10m bewegend doel (m)      | 14e       | kwalificatie: 14de met 564 punten (285-279)                                    |
| József Sike     | 10m bewegend doel (m)      | 24e       | kwalificatie: 4de met 579 punten (293-286) finale: 4de met 677,1 punten        |
|                 |                            |           |                                                                                |
| Éva Fórián      | 10m luchtgeweer (v)        | 31e       | kwalificatie: 31ste met 387 punten (99-97-94-97)                               |
| Éva Joó         | 10m luchtgeweer (v)        | 7e        | kwalificatie: 8ste met 393 punten (97-96-100-100) finale: 7de met 494,5 punten |
| Éva Fórián      | 50m geweer 3 houdingen (v) | 30e       | kwalificatie: 30ste met 570 punten (191-188-191)                               |
| Éva Joó         | 50m geweer 3 houdingen (v) | 20e       | kwalificatie: 20ste met 576 punten (197-190-189)                               |

### Schoonspringen
| Olympiër       | Discipline   | Resultaat | Prestatie                                                              |
| -------------- | ------------ | --------- | ---------------------------------------------------------------------- |
| Imre Lengyel   | 3m plank (m) | 17e       | voorronde: 17de met 346,74 punten halve finale: 17de met 551,25 punten |
|                |              |           |                                                                        |
| Orsolya Pintér | 3m plank (v) | 25e       | voorronde: 25ste met 206,52 punten                                     |

### Tafeltennis
| Olympiër                      | Discipline     | Resultaat | Prestatie |
| ----------------------------- | -------------- | --------- | --- |
| Zoltán Bátorfi                | enkelspel (m)  | 33e       | groep J: 3de V van CRO Primorac: 1-2 V van AUT Schlager: 0-2 W van QAT Al-Hammadi: 2-0                                                                         |
| Károly Németh                 | enkelspel (m)  | 17e       | groep I: 2de V van KOR Taek-Soo: 0-2 W van AUS Langley: 2-0 W van AUT Yi: 2-1                                                                                  |
|                               |                |           | |
| Csilla Bátorfi                | enkelspel (v)  | 9e        | groep M: 1ste W van AUS Zhou: 2-0 W van ITA Abbate-Bulatova: 2-0 W van INA Pratiwi Dipoyaniti: 2-0 2de ronde: V van TPE Chen: 1-3 (13-21, 14-21, 21-15, 14-21) |
| Krisztina Tóth                | enkelspel (v)  | 33e       | groep O: 3de V van HKG Tan Lui: 1-2 V van USA Hugh-Yip: 0-2 W van BRA Doti: 2-0                                                                                |
| Csilla Bátorfi Krisztina Tóth | dubbelspel (v) | 9e        | groep E: 2de V van TPE Chiu-tan/Jing: 0-2 W van AUS Zhou/Zhou: 2-0 W van PRK Hyang/Mi: 2-0                                                                     |

### Tennis
| Olympiër                      | Discipline     | Resultaat | Prestatie                                                                                                  |
| ----------------------------- | -------------- | --------- | --- |
| Sándor Noszály                | enkelspel (m)  | 33e       | 1ste ronde: V van UZB Ogorodov: 5-7, 6-7 (6)                                                               |
| Gábor Köves László Markovits  | dubbelspel (m) | 17e       | 1ste ronde: V van RSA E Ferreira/W Ferreira: 1-6, 1-6                                                      |
|                               |                |           | |
| Virág Csurgó                  | enkelspel (v)  | 17e       | 1ste ronde: W van POL Olsza: 6-2, 7-5 2de ronde: V van JPN Date: 2-6, 3-6                                  |
| Andrea Temesvári              | enkelspel (v)  | 33e       | 1ste ronde: V van AUT Wiesner: 6-7(5), 4-6                                                                 |
| Virág Csurgó Andrea Temesvári | dubbelspel (v) | 9e        | 1ste ronde: W van CHI Cabezas/Castro: 6-4, 1-6, 6-3 2de ronde: V van NED Bollegraf/Schultz: 6-7(5), 6-7(5) |

### Voetbal
| Olympiër | Discipline | Resultaat | Prestatie                                                            |
| --- | ---------- | --------- | -------------------------------------------------------------------- |
| Lajos Szűcs Vilmos Sebők Zoltán Petö Miklós Lendvai Tibor Dombi Tamás Sándor Károly Szanyó Krisztián Lisztes Gábor Egressy Zoltán Molnár Csaba Madar Gábor Zavadszky Sándor Preisinger Csaba Szatmári Attila Dragóner Szabolcs Sáfár | mannen     | 16e       | groep D: 4de V van Nigeria: 0-1 V van Brazilië: 1-3 V van Japan: 2-3 |

| Groep D |           |             |             |             |             |            |            |            |        |
| #       | Land      | Wedstrijden | Wedstrijden | Wedstrijden | Wedstrijden | Doelpunten | Doelpunten | Doelpunten | Punten |
| #       | Land      | G           | W           | G           | V           | V          | T          | Saldo      | Punten |
| 1       | Brazilië  | 3           | 2           | 0           | 1           | 4          | 2          | +2         | 6      |
| 2       | Nigeria   | 3           | 2           | 0           | 1           | 3          | 1          | +2         | 6      |
| 3       | Japan     | 3           | 2           | 0           | 1           | 4          | 4          | 0          | 6      |
| 4       | Hongarije | 3           | 0           | 0           | 3           | 3          | 7          | -4         | 0      |

| Ronde      | Datum   | Plaats   | Land | Score     | Land |
| ---------- | ------- | -------- | ---- | --------- | ---- |
| Groepsfase |         |          |      |           |      |
| 21 juli    | Orlando | Nigeria  | 1-0  | Hongarije |      |
| 23 juli    | Miami   | Brazilië | 3-1  | Hongarije |      |
| 25 juli    | Orlando | Japan    | 3-2  | Hongarije |      |

### Waterpolo
| Olympiër | Discipline | Resultaat | Prestatie |
| --- | ---------- | --------- | --- |
| Tibor Benedek Rajmund Fodor Tamás Kásás Zoltán Kósz András Gyöngyösi Péter Kuna László Tóth Balázs Vincze Frank Tóth Zsolt Varga Tamás Dala Attila Monostori Zsolt Németh | mannen     | 4e        | groep A: 1ste W van Rusland: 8-7 W van Duitsland: 9-8 W van Nederland: 10-8 W van Spanje: 8-7 W van Joegoslavië: 12-8 kwartfinale: W van Griekenland: 12-8 halve finale: V van Spanje: 6-7 bronzen finale: V van Italië: 18-20 |

| Groep A |             |             |             |             |             |        |        |        |        |
| #       | Land        | Wedstrijden | Wedstrijden | Wedstrijden | Wedstrijden | Punten | Punten | Punten | Punten |
| #       | Land        | G           | W           | G           | V           | V      | T      | Saldo  | Punten |
| 1       | Hongarije   | 5           | 5           | 0           | 0           | 47     | 38     | +9     | 10     |
| 2       | Joegoslavië | 5           | 3           | 1           | 1           | 46     | 44     | +2     | 7      |
| 3       | Spanje      | 5           | 3           | 0           | 2           | 39     | 33     | +6     | 6      |
| 4       | Rusland     | 5           | 2           | 1           | 2           | 42     | 38     | +4     | 5      |
| 5       | Duitsland   | 5           | 1           | 0           | 4           | 36     | 45     | -9     | 2      |
| 6       | Nederland   | 5           | 0           | 0           | 5           | 36     | 48     | -12    | 0      |

| Ronde          | Datum   | Plaats    | Land  | Score       | Land |
| -------------- | ------- | --------- | ----- | ----------- | ---- |
| Groepsfase     |         |           |       |             |      |
| 20 juli        | Atlanta | Hongarije | 8-7   | Rusland     |      |
| 21 juli        | Atlanta | Hongarije | 9-8   | Duitsland   |      |
| 22 juli        | Atlanta | Hongarije | 10-8  | Nederland   |      |
| 23 juli        | Atlanta | Hongarije | 8-7   | Spanje      |      |
| 24 juli        | Atlanta | Hongarije | 12-8  | Joegoslavië |      |
| Kwartfinale    |         |           |       |             |      |
| 26 juli        | Atlanta | Hongarije | 12-8  | Griekenland |      |
| Halve finale   |         |           |       |             |      |
| 27 juli        | Atlanta | Hongarije | 6-7   | Spanje      |      |
| Bronzen finale |         |           |       |             |      |
| 28 juli        | Atlanta | Hongarije | 18-20 | Italië      |      |

### Wielersport
| Olympiër       | Discipline       | Resultaat | Prestatie      |
| Weg            | Weg              | Weg       | Weg            |
| -------------- | ---------------- | --------- | -------------- |
| László Bodrogi | wegwedstrijd (m) | DNF       | niet gefinisht |

### Worstelen
| Olympiër        | Discipline  | Resultaat   | Prestatie |
| Vrije stijl     | Vrije stijl | Vrije stijl | Vrije stijl |
| --------------- | ----------- | ----------- | --- |
| István Demeter  | -62kg (m)   | 9e          | 1ste ronde: W van PUR Nieves: 3-0 2de ronde: V van UKR Tedeyev: 1-11 3de ronde: W van PER Cubas 4de ronde: V van UZB Islamov: 1-6                                          |
| János Fórizs    | -68kg (m)   | 11e         | 1ste ronde: V van AZE Allahverdiyev: 0-3 2de ronde: W van SEN Diédhiou: 13-1 3de ronde: V van CUB Sánchez: 2-6                                                             |
| Árpád Ritter    | -74kg (m)   | 13e         | 1ste ronde: V van BLR Kozyr: 3-5 2de ronde: W van MEX Guzmán: 12-0 3de ronde: V van AZE Gadzhiev: 2-3                                                                      |
| László Dvorák   | -82kg (m)   | 14e         | 1ste ronde: W van VEN Varela: 6-2 2de ronde: vrij 3de ronde: V van KOR Yang: 0-2 4de ronde: V van CUB Ramos: 1-3                                                           |
| Péter Bacsa     | -90kg (m)   | 10e         | 1ste ronde: V van KOR Kim: 1-2 2de ronde: W van JPN Kawai: 5-2 3de ronde: W van BUL Baev: 7-6 4de ronde: V van NGR Kodei: 4-7                                              |
| Zsolt Gombos    | -130kg (m)  | 11e         | 1ste ronde: W van GUM Kranz: 7-0 2de ronde: W van IRI Mehraban: 3-0 3de ronde: V van TUR Demir: 0-3 4de ronde: V van USA Baumgartner: 0-11                                 |
| Grieks-Romeins  |             |             | |
| Attila Repka    | -68kg (m)   | 22e         | 1ste ronde: V van POL Wolny: 1-6 2de ronde: vrij 3de ronde: V van EST Nikitin: 0-2                                                                                         |
| Tamás Berzicza  | -74kg (m)   | 7e          | 1ste ronde: W van POL Tracz: 1-0 2de ronde: W van CZE Zeman: 5-1 3de ronde: V van CUB Azcuy: 2-6 4de ronde: V van GER Hahn: 1-3 7-8ste plek: W van BUL Stoyanov: walk-over |
| Péter Farkas    | -82kg (m)   | 17e         | 1ste ronde: V van RUS Rsvir: 0-3 2de ronde: V van ARM Geghamyan: 0-4 |
| Nándor Gelénesi | -90kg (m)   | 16e         | 1ste ronde: V van ARM Yeghishyan: 1-5 2de ronde: vrij 3de ronde: W van RUS Koguashvili: 2-1 4de ronde: V van USA Waldroup: 0-6                                             |
| György Kékes    | -130kg (m)  | 12e         | 1ste ronde: W van JPN Suzuki: 3-0 2de ronde: V van GER Schiekel: 0-2 3de ronde: V van UKR Kotok: 0-4                                                                       |

### Zeilen
| Olympiër                                   | Discipline    | Resultaat | Prestatie                                         |
| ------------------------------------------ | ------------- | --------- | ------------------------------------------------- |
| Áron Gádorfalvi                            | mistral (m)   | 39e       | 227,0 punten: (25-33-34-DSQ-34-33-37-39-31)       |
| Farkas Litkey                              | finn (m)      | 26e       | 165,0 punten: (11-29-24-23-22-25-19-22-20-24)     |
| Botond Litkey Zsolt Nyári                  | 470 (m)       | 21e       | 137,0 punten: (4-26-30-16-12-14-10-15-18-22-DSQ)  |
|                                            |               |           |                                                   |
| Katalin Bácsics Enikő Németh               | 470 (v)       | 18e       | 128,0 punten: (17-19-PMS-10-17-18-10-16-16-10-14) |
|                                            |               |           |                                                   |
| Tamás Eszes                                | laser         | 31e       | 234,0 punten: (DSQ-20-33-43-37-30-27-5-11-28-DSQ) |
| Csaba Haranghy András Komm                 | star klasse   | 18e       | 128,0 punten: (21-18-20-16-20-17-17-14-10-16)     |
| László Kovácsi Károly Vezér György Wossala | soling klasse | 20e       | 126,0 punten: (DSQ-14-19-12-PMS-10-20-13-18-20)   |

### Zwemmen
| Olympiër                                                 | Discipline            | Resultaat | Prestatie                                            |
| -------------------------------------------------------- | --------------------- | --------- | ---------------------------------------------------- |
| Tamás Kerékjártó                                         | 50m vrije slag (m)    | 54e       | serie 3: 6de in 24,67                                |
| Béla Szabados                                            | 100m vrije slag (m)   | 35e       | serie 7: 7de in 51,26                                |
| Attila Zubor                                             | 100m vrije slag (m)   | 20e       | serie 6: 6de in 50,43                                |
| Attila Czene                                             | 200m vrije slag (m)   | 20e       | serie 4: 8ste in 1.51,59                             |
| Miklós Kollár                                            | 200m vrije slag (m)   | 25e       | serie 5: 8ste in 1.52,19                             |
| Béla Szabados                                            | 400m vrije slag (m)   | 23e       | serie 4: 7de in 3.59,36                              |
| Tamás Deutsch                                            | 100m rugslag (m)      | 25e       | serie 5: 8ste in 56,96                               |
| Olivér Ágh                                               | 200m rugslag (m)      | 12e       | serie 4: 5de in 2.01,84 finale B: 4de in 2.02,17     |
| Tamás Deutsch                                            | 200m rugslag (m)      | DNS       | serie 4: niet gestart                                |
| Károly Güttler                                           | 100m schoolslag (m)   | 4e        | serie 5: 2de in 1.01,80 finale: 4de in 1.01,49       |
| Norbert Rózsa                                            | 100m schoolslag (m)   | 17e       | serie 6: 4de in 1.02,72                              |
| Károly Güttler                                           | 200m schoolslag (m)   | Zilver    | serie 4: 1ste in 2.13,89 finale: 2de in 2.13,03      |
| Norbert Rózsa                                            | 200m schoolslag (m)   | Goud      | serie 3: 1ste in 2.14,66 finale: 1ste in 2.12,57     |
| Péter Horváth                                            | 100m vlinderslag (m)  | 11e       | serie 8: 4de in 53,69 finale B: 3de in 53,48         |
| Attila Czene                                             | 200m vlinderslag (m)  | 9e        | serie 5: 5de in 2.00,50 finale B: 1ste in 1.58,99    |
| Péter Horváth                                            | 200m vlinderslag (m)  | 8e        | serie 4: 3de in 1.58,76 finale: 8ste in 1.59,12      |
| Attila Czene                                             | 200m wisselslag (m)   | Goud      | serie 3: 3de in 2.02,10 finale: 1ste in 1.59,91 (OR) |
| Attila Zubor                                             | 200m wisselslag (m)   | 22e       | serie 3: 6de in 2.06,24                              |
| István Batházi                                           | 400m wisselslag (m)   | Goud      | serie 3: 5de in 4.27,37 finale B: gediskwalificeerd  |
| Gergő Kiss                                               | 400m wisselslag (m)   | 19e       | serie 4: 7de in 4.28,05                              |
| Tamás Deutsch Károly Güttler Péter Horváth Attila Zubor  | 4x100m wisselslag (m) | 6e        | serie 4: 2de in 3.41,05 (NR) finale: 6de in 3.40,84  |
|                                                          |                       |           |                                                      |
| Gyöngyvér Lakos                                          | 50m vrije slag (v)    | 42e       | serie 2: 3de in 27,34                                |
| Anna Nyíri                                               | 100m vrije slag (v)   | 30e       | serie 1: 1ste in 57,82                               |
| Judit Kiss                                               | 400m vrije slag (v)   | 38e       | serie 1: 7de in 4.29,80                              |
| Rita Kovács                                              | 800m vrije slag (v)   | 25e       | serie 2: 7de in 9.06,97                              |
| Annamária Kiss                                           | 100m rugslag (v)      | 32e       | serie 1: 1ste in 1.07,38                             |
| Krisztina Egerszegi                                      | 200m rugslag (v)      | Goud      | serie 5: 1ste in 1.09,18 finale: 1ste in 2.07,83     |
| Ágnes Kovács                                             | 100m schoolslag (v)   | 7e        | serie 4: 1ste in 1.09,05 (NR) finale: 7de in 1.09,55 |
| Ágnes Kovács                                             | 200m schoolslag (v)   | Brons     | serie 5: 2de in 2.29,58 finale: 3de in 2.26,57       |
| Edit Klocker                                             | 100m vlinderslag (v)  | 31e       | serie 3: 7de in 1.03,61                              |
| Edit Klocker                                             | 200m vlinderslag (v)  | 23e       | serie 3: 8ste in 2.17,90                             |
| Beáta Újhelyi                                            | 200m wisselslag (v)   | 40e       | serie 2: 7de in 2.26,77                              |
| Krisztina Egerszegi                                      | 400m wisselslag (v)   | Brons     | serie 4: 1ste in 4.43,09 finale: 3de in 4.42,53      |
| Krisztina Egerszegi Ágnes Kovács Edit Klocker Anna Nyíri | 4x100m wisselslag (v) | 11e       | serie 1: 3de in 4.10,92                              |

Afghanistan · Albanië · Algerije · Amerikaanse Maagdeneilanden · Amerikaans-Samoa · Andorra · Angola · Antigua‑Barbuda · Argentinië · Armenië · Aruba · Australië · Azerbeidzjan · Bahama's · Bahrein · Bangladesh · Barbados · België · Belize · Benin · Bermuda · Bhutan · Bolivia · Bosnië en Herzegovina · Botswana · Brazilië · Britse Maagdeneilanden · Brunei · Bulgarije · Burkina Faso · Burundi · Cambodja · Canada · Centraal-Afrikaanse Republiek · Chili · China · Chinees Taipei · Colombia · Comoren · Congo-Brazzaville · Cookeilanden · Costa Rica · Cuba · Cyprus · Denemarken · Djibouti · Dominica · Dominicaanse Republiek · Duitsland · Ecuador · Egypte · El Salvador · Equatoriaal-Guinea · Estland · Ethiopië · Fiji · Filipijnen · Finland · Frankrijk · Gabon · Gambia · Georgië · Ghana · Grenada · Griekenland · Groot-Brittannië · Guam · Guatemala · Guinee · Guinee-Bissau · Guyana · Haïti · Honduras · Hongarije · Hongkong · Ierland · IJsland · India · Indonesië · Irak · Iran · Israël · Italië · Ivoorkust · Jamaica · Japan · Jemen · Joegoslavië · Jordanië · Kaaimaneilanden · Kaapverdië · Kameroen · Kazachstan · Kenia · Kirgizië · Koeweit · Kroatië · Laos · Lesotho · Letland · Libanon · Liberia · Libië · Liechtenstein · Litouwen · Luxemburg ·  Macedonië · Madagaskar · Malawi · Malediven · Maleisië · Mali · Malta · Marokko · Mauritanië · Mauritius · Mexico · Moldavië · Monaco · Mongolië · Mozambique · Myanmar · Namibië · Nauru · Nederland · Nederlandse Antillen · Nepal · Nicaragua · Nieuw-Zeeland · Niger · Nigeria · Noord-Korea · Noorwegen · Oeganda · Oekraïne · Oezbekistan · Oman · Oostenrijk · Pakistan · Palestina · Panama · Papoea-Nieuw-Guinea · Paraguay · Peru · Polen · Portugal · Puerto Rico · Qatar · Roemenië · Rusland · Rwanda · Saint Kitts en Nevis · Saint Lucia · Saint Vincent en Grenadines · Salomonseilanden · Samoa · San Marino · Sao Tomé en Principe · Saoedi-Arabië · Senegal · Seychellen · Sierra Leone · Singapore · Slovenië · Slowakije · Soedan · Somalië · Spanje · Sri Lanka · Suriname · Swaziland · Syrië · Tadzjikistan · Tanzania · Thailand · Togo · Tonga · Trinidad en Tobago · Tsjaad · Tsjechië · Tunesië · Turkije · Turkmenistan · Uruguay · Vanuatu · Venezuela · Verenigde Arabische Emiraten · Verenigde Staten · Vietnam · Wit-Rusland · Zaïre · Zambia · Zimbabwe · Zuid-Afrika · Zuid-Korea · Zweden · Zwitserland